# Till Klokow
Werbefoto

Link zum Bild

Till Klokow (* 13. Februar 1900, anderen Angaben zufolge 1908 als Ottilie Klokow in Koblenz; † 14. September 1970 in München), auch Til Klokow bzw. Klockow, war eine deutsche Schauspielerin und Synchronsprecherin.

## Leben
Till Klokow wuchs in den USA auf und kehrte 1920 nach Deutschland zurück. In Düsseldorf bei Louise Dumont zur Schauspielerin ausgebildet, spielte sie seit Anfang der 1920er Jahre in Berlin Theater, wo sie unter anderem an der Volksbühne in dem Stück Die deutschen Kleinstädter zu sehen war. Später erhielt sie dann auch kleinere Rollen beim Film. So trat sie 1931 in den Spielfilmen Danton (mit Gustaf Gründgens) und Schneider Wibbel auf, es folgten Im Bann des Eulenspiegels (1932), Schwarze Rosen (1935) und Der höhere Befehl. Sie stand 1944 in der Gottbegnadeten-Liste des Reichsministeriums für Volksaufklärung und Propaganda.
Bekannt wurde Klokow jedoch vor allem durch ihre Synchrontätigkeit, die sie bereits in den 1930er Jahren aufnahm. 1935 lieh sieh Claudette Colbert in Cleopatra und in Es geschah in einer Nacht ihre unverwechselbare Stimme. Nach dem Krieg sprach die Mimin mit den feuerroten Haaren mehrfach für Rita Hayworth (so in Die Lady von Shanghai, König der Toreros und in der ersten Synchronfassung von Gilda) und Margaret Lockwood. Außerdem synchronisierte sie Katharine Hepburn (Die unbekannte Geliebte) und Barbara Stanwyck (California). Zu den Höhepunkten ihres Synchronschaffens gehört ihre Mitwirkung an Boulevard der Dämmerung, in der sie als in Vergessenheit geratener Stummfilmstar Norma Desmond alias Gloria Swanson die gesamte Variationsbreite ihrer nuancenreichen Stimme ausschöpfen konnte. Für den zwischen 1940 und 1944 gedrehten Film Tiefland von Leni Riefenstahl synchronisierte sie Maria Koppenhöfer, da die Darstellerin bei dessen Fertigstellung 1953/54 bereits verstorben war. Auf der Leinwand war Till Klokow ein letztes Mal in dem Ruth-Leuwerik-Film Die Trapp-Familie in Amerika (1958) zu sehen.
Klokow war zeitweilig mit dem Schriftsteller und Dramatiker Hans José Rehfisch befreundet.

## Filmografie
- 1931: Danton
- 1931: Schneider Wibbel
- 1932: Im Bann des Eulenspiegels
- 1935: Schwarze Rosen
- 1935: Der höhere Befehl
- 1958: Die Trapp-Familie in Amerika
- 1964: Glück und Glas (Fernsehfilm)

## Theaterauftritte (Auswahl)
- 1920: Die verlorene Tochter, Trianon-Theater Berlin
- 1920: Stützen der Gesellschaft nach Henrik Ibsen, Schauspielhaus Düsseldorf[7]
- 1924: Die Libelle nach Hans José Rehfisch, Renaissance-Theater, Berlin
- 1925: Die Exzesse nach Arnolt Bronnen, Lessing-Theater (Berlin)
- 1925: Die deutschen Kleinstädter nach August von Kotzebue, Volksbühne
- 1925: Geburt der Jugend, Renaissance-Theater, Berlin
- 1926: Darüber läßt sich reden nach Hans José Rehfisch, Volksbühne
- 1927: Razzia nach Hans. J. Rehfisch, Schiller-Theater, Berlin
- 1927: Fünf von der Jazzband, Schiller-Theater, Berlin
- 1928: Wallensteins Tod
- 1930: Glück muß man haben, Nelson-Theater am Kurfürstendamm, Berlin
- 1930: Der Mann mit dem Klepper nach Gheorghe Ciprian, Schillertheater, Berlin

## Hörspiele
- 1927: Wer weint um Juckenack?[8]
- 1928: Duell am Lido[9]

## Synchronrollen (Auswahl)
| Synchronjahr | Filmtitel                 | Rolle                | Darsteller        | Drehjahr |
| ------------ | ------------------------- | -------------------- | ----------------- | -------- |
| 1935         | Cleopatra                 | Cleopatra            | Claudette Colbert | 1934     |
| 1935         | Es geschah in einer Nacht | Ellie Andrews        | Claudette Colbert | 1934     |
| 1937         | Pariser Bekanntschaft     | Kay Denham           | Claudette Colbert | 1937     |
| 1939         | Die Frau gehört mir!      | Mollie Monahan       | Barbara Stanwyck  | 1939     |
| 1947         | Der große Bluff           | Lilli Belle Callahan | Una Merkel        | 1939     |
| 1948         | Die roten Schuhe          | Irina Boronskaja     | Ludmilla Tchérina | 1948     |
| 1949         | Gilda                     | Gilda                | Rita Hayworth     | 1946     |
| 1949         | Die Lady von Shanghai     | Elsa Bannister       | Rita Hayworth     | 1946     |
| 1949         | Geheimnis der Mutter      | Mutter               | Irene Dunne       | 1948     |
| 1949         | Es begann in Rio          | Ann Markham          | Margaret Lockwood | 1948     |
| 1950         | König der Toreros         | Dona Sol des Muire   | Rita Hayworth     | 1941     |
| 1950         | Der unbekannte Geliebte   | Ann Hamilton         | Katharine Hepburn | 1947     |
| 1950         | Ein Mann der Tat          | Jeanne Star          | Alexis Smith      | 1945     |
| 1951         | Boulevard der Dämmerung   | Norma Desmond        | Gloria Swanson    | 1950     |
| 1954         | Tiefland                  | Amelia               | Maria Koppenhöfer | 1940/44  |